# Theodor Müller (Pädagoge)

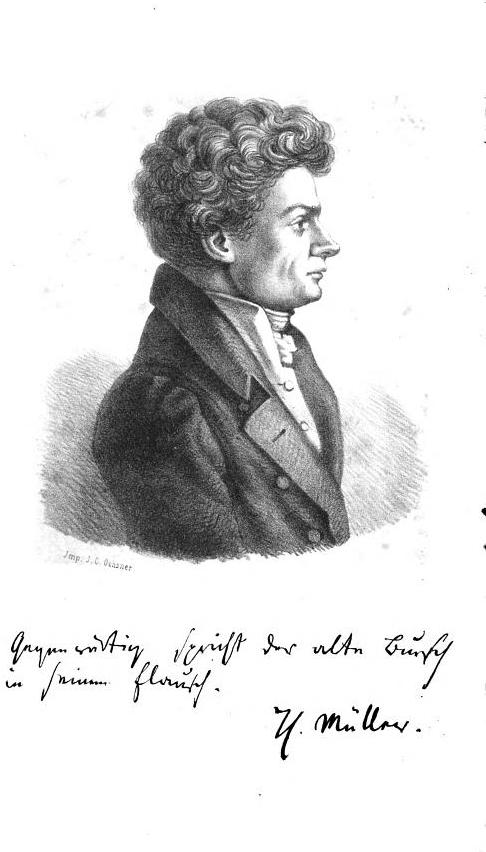
Theodor Müller, Porträt und Schriftprobe

Viktor Bernhard Theodor Müller (* 12. November 1790 in Strelitz; † 23. Juli 1857 in Hofwil) war ein deutscher, hauptsächlich in der Schweiz wirkender Theologe und Pädagoge.

## Leben
Theodor Müller war Sohn des Lehrers Friedrich Philipp Müller, der auch Notariatsgeschäfte betrieb und Kopist am Konsistorium von Neustrelitz war. Theodor verlebte Kindheits- und Jugendjahre in Strelitz und Neustrelitz. Er besuchte nach erstem Unterricht zu Hause eine private Klippschule, dann die Interimsschule in Neustrelitz (aus der erst nach seiner Schulzeit das neugegründete Gymnasium Carolinum entstand). Schon als Primaner sammelte er erste pädagogische Erfahrungen als Hauslehrer im Neustrelitzer Haus des Staatsministers August von Oertzen. Ab Ostern 1810 studierte er Evangelische Theologie an der Universität Jena. Im Januar 1811 gehörte er dort zu den Stiftern der Landsmannschaft Vandalia in Jena.
1813 wurde er nach bestandenem Examen Kandidat des Predigtamtes und kehrte nach Strelitz zurück. Nach den Aufrufen zu den Waffen im Frühjahr meldete er sich  zunächst zum Dienst im Mecklenburg-Strelitzischen Husaren-Regiment, wurde aber wegen körperlicher Unzulänglichkeit zum Kriegsdienst nicht genommen. Auch ein Dienst im Freikorps Lützow kam aus demselben Grund nicht zustande.

Hofwil in der ersten Hälfte des 19. Jahrhunderts

So wirkte er, wie fast alle Kandidaten seiner Zeit, zwei Jahre lang als Hauslehrer auf Gut Lübbersdorf. 1815 verließ er Mecklenburg und ging als Lehrer und Erzieher an die von Philipp Emanuel von Fellenberg gegründete Erziehungsanstalt in Hofwil bei Bern, wo schon die Mecklenburger Ulrich Becker, Friedrich Kortüm, und Friedrich Kortüm tätig waren. Hier blieb er bis zur Schließung der Anstalt 1848, mit kurzen Unterbrechungen zum Studium in Heidelberg und zu öffentlichen Ämtern in Basel und Murten. 1848 übernahm er die Leitung der Gladbachschen Erziehungsanstalt in Wabern bei Bern.

## Schriften
- Deutsche Sprachlehre, zunächst für Berner Volksschulen nach den in den Hofwyler Wiederholungskursen 1834 und 1835 gehaltenen Vorträgen. Bern [etc.] : J.F.J. Dalp 1838 (Digitalisat, Schweizerische Nationalbibliothek)